# Анго
Анго — река в России, на Дальнем Востоке, протекает вдали от населённых пунктов на территории Северо-Эвенского района Магаданской области. Анго правый приток Омолона, впадает в него на 990 км от устья, общая протяжённость реки составляет 25 км.
Название от эвен. Ану — «тальниковая».

## Данные водного реестра
По данным государственного водного реестра России относится к Анадыро-Колымскому бассейновому округу, речной бассейн реки — Колыма, речной подбассейн — Омолон. Водохозяйственный участок реки — река Омолон.
Код объекта в государственном водном реестре — 19010200112119000048398.